# Mangaldoi
Mangaldoi là một thành phố và là nơi đặt ban đô thị (municipal board) của quận Darrang thuộc bang Assam, Ấn Độ.

## Nhân khẩu
Theo điều tra dân số năm 2001 của Ấn Độ, Mangaldoi có dân số 23.854 người. Phái nam chiếm 52% tổng số dân và phái nữ chiếm 48%. Mangaldoi có tỷ lệ 81% biết đọc biết viết, cao hơn tỷ lệ trung bình toàn quốc là 59,5%: tỷ lệ cho phái nam là 85%, và tỷ lệ cho phái nữ là 76%. Tại Mangaldoi, 11% dân số nhỏ hơn 6 tuổi.